# Copa Libertadores 1997
Navigation
Édition précédente Édition suivante
La Copa Libertadores 1997 est la 38e édition de la Copa Libertadores. Le club vainqueur de la compétition est désigné champion d'Amérique du Sud 1997 et se qualifie pour la Coupe intercontinentale 1997.
C'est le club brésilien du Cruzeiro Esporte Clube qui remporte le trophée cette année, après avoir battu en finale les Péruviens du Club Sporting Cristal. C'est le deuxième succès pour Cruzeiro, vingt-et-un an après le premier alors que le Sporting Cristal n'est que la seconde formation du Pérou à atteindre ce niveau, après la finale perdue par l'Universitario de Deportes en 1972. Les deux formations se trouvaient dans la même poule lors du premier tour. C'est la première fois depuis la mise en place de cette formule en 1988 que le cas se produit. L'attaquant argentin de l'Universidad Catolica Alberto Acosta termine meilleur buteur de la compétition avec onze réalisations.
La compétition conserve le même format que les années précédentes. Le premier tour compte quatre poules de cinq équipes, dont les trois premiers disputent la phase finale où ils sont rejoints par le tenant du titre. La phase finale est jouée sous forme de rencontres à élimination directe, des huitièmes de finale jusqu'à la finale. En cas d'égalité de résultat, les clubs disputent une prolongation puis éventuellement une séance de tirs au but (la règle des buts marqués à l'extérieur n'est pas utilisée).

## Clubs engagés
- Club Atlético River Plate - Tenant du titre
- Club Atlético Vélez Sarsfield - Vainqueur des tournois d'ouverture 1995 et de clôture 1996
- Racing Club de Avellaneda - Vainqueur du barrage pré-Libertadores 1996
- Club Bolívar - Champion de Bolivie 1996
- Oriente Petrolero - Vice-champion de Bolivie 1996
- Grêmio Foot-Ball Porto Alegrense - Champion du Brésil 1996
- Cruzeiro Esporte Clube - Vainqueur de la Copa do Brasil 1996
- Club Social y Deportivo Colo-Colo - Champion du Chili 1996
- Club Deportivo Universidad Católica - Vainqueur de la Liguilla pré-Libertadores 1996
- Asociación Deportivo Cali - Champion de Colombie 1995-1996
- Millonarios Fútbol Club - Vice-champion de Colombie 1995-1996
- Club Deportivo El Nacional - Champion d'Équateur 1996
- Club Sport Emelec - Vice-champion d'Équateur 1996
- Cerro Porteño - Champion du Paraguay 1996
- Club Olimpia - Vice-champion du Paraguay 1996
- Club Sporting Cristal - Champion du Pérou 1996
- Club Alianza Lima - Vainqueur de la Liguilla pré-Libertadores 1996
- Club Nacional de Football - 1er de la Liguilla pré-Libertadores 1996
- Club Atlético Peñarol - 2e de la Liguilla pré-Libertadores 1996
- Minervén FC - Champion du Venezuela 1995-1996
- Asociación Civil Club Deportivo Mineros de Guayana - Vice-champion du Venezuela 1995-1996

## Compétition

### Premier tour
| Rang | Équipe            | Pts | J | G | N | P | Bp | Bc | Diff |  | Résultats (▼ dom., ► ext.) | Bol | Ori | Gua | CPo |
| ---- | ----------------- | --- | - | - | - | - | -- | -- | ---- |  | -------------------------- | --- | --- | --- | --- |
| 1    | Club Bolívar      | 10  | 6 | 3 | 1 | 2 | 15 | 10 | +5   |  | Club Bolívar               |     | 3-3 | 4-1 | 3-1 |
| 2    | Oriente Petrolero | 8   | 6 | 2 | 2 | 2 | 9  | 10 | -1   |  | Oriente Petrolero          | 0-4 |     | 4-1 | 1-0 |
| 3    | Club Guaraní      | 8   | 6 | 2 | 2 | 2 | 8  | 11 | -3   |  | Club Guaraní               | 3-1 | 0-0 |     | 1-0 |
| 4    | Cerro Porteño     | 7   | 6 | 2 | 1 | 3 | 7  | 8  | -1   |  | Cerro Porteño              | 2-0 | 2-1 | 2-2 |     |

| Rang | Équipe                        | Pts | J | G | N | P | Bp | Bc | Diff |  | Résultats (▼ dom., ► ext.)    | Vél | ElN | Rac | Eme |
| ---- | ----------------------------- | --- | - | - | - | - | -- | -- | ---- |  | ----------------------------- | --- | --- | --- | --- |
| 1    | Club Atlético Vélez Sarsfield | 13  | 6 | 4 | 1 | 1 | 10 | 5  | +5   |  | Club Atlético Vélez Sarsfield |     | 3-0 | 1-0 | 1-1 |
| 2    | Club Deportivo El Nacional    | 9   | 6 | 3 | 0 | 3 | 5  | 7  | -2   |  | Club Deportivo El Nacional    | 1-0 |     | 2-0 | 1-0 |
| 3    | Racing Club                   | 7   | 6 | 2 | 1 | 3 | 7  | 7  | 0    |  | Racing Club                   | 1-2 | 2-0 |     | 2-0 |
| 4    | Club Sport Emelec             | 5   | 6 | 1 | 2 | 3 | 7  | 10 | -3   |  | Club Sport Emelec             | 2-3 | 2-1 | 2-2 |     |

| Rang | Équipe               | Pts | J | G | N | P | Bp | Bc | Diff |  | Résultats (▼ dom., ► ext.) | Col | UCa | Min | Gua |
| ---- | -------------------- | --- | - | - | - | - | -- | -- | ---- |  | -------------------------- | --- | --- | --- | --- |
| 1    | Colo-Colo            | 16  | 6 | 5 | 1 | 0 | 12 | 4  | +8   |  | Colo-Colo                  |     | 2-0 | 1-0 | 1-0 |
| 2    | Universidad Católica | 8   | 6 | 2 | 2 | 2 | 15 | 6  | +9   |  | Universidad Católica       | 2-2 |     | 6-0 | 6-0 |
| 3    | Minervén FC          | 7   | 6 | 2 | 1 | 3 | 3  | 9  | -6   |  | Minervén FC                | 1-2 | 1-0 |     | 1-0 |
| 4    | Mineros de Guayana   | 2   | 6 | 0 | 2 | 4 | 2  | 13 | -11  |  | Mineros de Guayana         | 1-4 | 1-1 | 0-0 |     |

| Rang | Équipe                | Pts | J | G | N | P | Bp | Bc | Diff |  | Résultats (▼ dom., ► ext.) | Grê | Cru | Cri | Ali |
| ---- | --------------------- | --- | - | - | - | - | -- | -- | ---- |  | -------------------------- | --- | --- | --- | --- |
| 1    | Grêmio                | 12  | 6 | 4 | 0 | 2 | 10 | 3  | +7   |  | Grêmio                     |     | 0-1 | 2-0 | 2-0 |
| 2    | Cruzeiro              | 9   | 6 | 3 | 0 | 3 | 6  | 5  | +1   |  | Cruzeiro                   | 1-2 |     | 2-1 | 2-0 |
| 3    | Club Sporting Cristal | 8   | 6 | 2 | 2 | 2 | 4  | 5  | -1   |  | Club Sporting Cristal      | 1-0 | 1-0 |     | 0-0 |
| 4    | Club Alianza Lima     | 5   | 6 | 1 | 2 | 3 | 2  | 9  | -7   |  | Club Alianza Lima          | 0-4 | 1-0 | 1-1 |     |

| Rang | Équipe                    | Pts | J | G | N | P | Bp | Bc | Diff |  | Résultats (▼ dom., ► ext.) | Peñ | Mil | Nac | DCa |
| ---- | ------------------------- | --- | - | - | - | - | -- | -- | ---- |  | -------------------------- | --- | --- | --- | --- |
| 1    | Club Atlético Peñarol     | 12  | 6 | 4 | 0 | 2 | 12 | 10 | +2   |  | Club Atlético Peñarol      |     | 2-1 | 0-2 | 4-3 |
| 2    | Millonarios Fútbol Club   | 10  | 6 | 3 | 1 | 2 | 10 | 8  | +2   |  | Millonarios Fútbol Club    | 1-2 |     | 2-0 | 2-2 |
| 3    | Nacional                  | 7   | 6 | 2 | 1 | 3 | 6  | 9  | -3   |  | Nacional                   | 1-4 | 1-2 |     | 1-1 |
| 4    | Asociación Deportivo Cali | 5   | 6 | 1 | 2 | 3 | 9  | 10 | -1   |  | Asociación Deportivo Cali  | 2-0 | 1-2 | 0-1 |     |

### Huitièmes de finale
Le tirage au sort est orienté afin que le tenant du titre, River Plate, rencontre l'une des deux autres formations argentines encore en lice.
| Équipe 1                   | Résultat      | Équipe 2                      | Aller | Retour |
| -------------------------- | ------------- | ----------------------------- | ----- | ------ |
| Racing Club                | 4 - 4 5-3 tab | River PlateT                  | 3 - 3 | 1 - 1  |
| Club Sporting Cristal      | 1 - 0         | Club Atlético Vélez Sarsfield | 0 - 0 | 1 - 0  |
| Club Guaraní               | 3 - 3 1-2 tab | Grêmio                        | 2 - 1 | 1 - 2  |
| Minervén FC                | 1 - 8         | Club Bolívar                  | 1 - 1 | 0 - 7  |
| Millonarios Fútbol Club    | 3 - 3 2-3 tab | Peñarol                       | 2 - 0 | 1 - 3  |
| CD Universidad Catolica    | 9 - 1         | Oriente Petrolero             | 4 - 0 | 5 - 1  |
| Nacional                   | 3 - 4         | Colo-Colo                     | 1 - 3 | 2 - 1  |
| Club Deportivo El Nacional | 2 - 2 3-5 tab | Cruzeiro                      | 0 - 0 | 0 - 1  |

### Quarts de finale
Le tirage au sort est orienté afin que les clubs issus d'un même pays se rencontrent, pour éviter une finale entre deux formations d'une même fédération.
| Équipe 1                | Résultat      | Équipe 2              | Aller | Retour |
| ----------------------- | ------------- | --------------------- | ----- | ------ |
| Club Bolívar            | 2 - 4         | Club Sporting Cristal | 2 - 1 | 0 - 3  |
| CD Universidad Catolica | 3 - 4         | Colo-Colo             | 2 - 1 | 1 - 3  |
| Cruzeiro                | 3 - 1         | Grêmio                | 2 - 0 | 1 - 2  |
| Peñarol                 | 1 - 1 2-3 tab | Racing Club           | 1 - 0 | 0 - 1  |

### Demi-finales
| Équipe 1               | Résultat      | Équipe 2              | Aller | Retour |
| ---------------------- | ------------- | --------------------- | ----- | ------ |
| Cruzeiro Esporte Clube | 3 - 3 4-1 tab | Colo-Colo             | 1 - 0 | 2 - 3  |
| Racing Club            | 4 - 6         | Club Sporting Cristal | 3 - 2 | 1 - 4  |

### Finale
| 6 août 1997 | Club Sporting Cristal | 0 - 0 | Cruzeiro Esporte Clube | Estadio Nacional, Lima                        |
|             |                       |       |                        | Spectateurs : 45 000 Arbitrage : Byron Moreno |

| 13 août 1997 | Cruzeiro Esporte Clube | 1 - 0 | Club Sporting Cristal | Mineirão, Belo Horizonte                          |                                                   |
|              | Elivélton 75e          |       |                       | Spectateurs : 96 000 Arbitrage : Javier Castrilli | Spectateurs : 96 000 Arbitrage : Javier Castrilli |

| Vainqueur de la Copa Libertadores 1997 |
| -------------------------------------- |
| Cruzeiro Esporte Clube Deuxième titre  |